# Carbamidsäuremethylester
Carbamidsäuremethylester ist eine chemische Verbindung aus der Gruppe der Ester.

## Gewinnung und Darstellung
Carbamidsäuremethylester kann sich in Spuren aus Dimethyldicarbonat bilden, wenn Ammonium-Ionen vorhanden sind.
Es kann durch Reaktion von Harnstoff und Methanol gewonnen werden.

## Eigenschaften
Carbamidsäuremethylester ist ein weißer kristalliner Feststoff, der frei löslich in Wasser und Ethanol ist. Er besitzt eine Kristallstruktur mit der Raumgruppe P1 (Raumgruppen-Nr. 2).

## Verwendung
Carbamidsäuremethylester wird bei der Synthese von Aminocyclopropanen verwendet.